# The Day the Ponies Come Back
Pour plus de détails, voir Fiche technique et Distribution.
The Day the Ponies Come Back est un film franco-américain réalisé par Jerry Schatzberg, sorti en 2000.

## Synopsis
Daniel Moulin va à New York pour un voyage d'affaires et en profite pour essayer de retrouver son père qu'il n'a jamais connu. Le seul élément en sa possession est une adresse dans le Bronx vieille de 25 ans.

## Fiche technique
- Titre original et français : The Day the Ponies Come Back
- Réalisation : Jerry Schatzberg
- Scénario : Bob Cea et Jerry Schatzberg
- Photographie : Bruno de Keyzer
- Montage : Sabine Hoffman
- Musique : John Hill
- Décors : Ava Scanlan
- Production : Alain Rocca, Adeline Lécallier, Bob Cea, Ed Rivero
- Sociétés de production : Lazennec Productions, River Quest Entertainment, TVA International
- Pays de production :  États-Unis •  France
- Langue originale : anglais américain
- Format : couleurs - 35 mm - 2,35:1 - Dolby
- Genre : drame
- Durée : 104 minutes
- Date de sortie :
  - Canada : 27 août 2000 (Festival des films du monde de Montréal)
  - France : 21 mars 2001

## Distribution
- Guillaume Canet : Daniel Moulin
- Burt Young : John Stoller
- Monica Trombetta : Tilly DeCruccio
- Nick Sandow : Joey
- Jay Rivera : William
- Tony Lo Bianco : Paul DeCruccio
- Norman Matlock : Cecil Perry
- Lawrence Hoffman : policier
- Marcia Jean Kurtz : Thelma